# Mesotheristus erectus
Mesotheristus erectus är en rundmaskart som först beskrevs av Christian Wieser och Stephen Donald Hopper 1967.  Mesotheristus erectus ingår i släktet Mesotheristus och familjen Monhysteridae. Inga underarter finns listade i Catalogue of Life.